# Greger Andrijevski
Tony Greger Andrijevski, född 29 april 1973 i Landskrona, är en svensk tidigare fotbollsspelare. Han spelade forward i Landskrona BoIS och Malmö FF:s allsvenska lag under 1990-talet. Inför 1995 års säsong värvades han av Malmö FF från Landskrona BoIS.
Han förekommer i Malmö FF-dokumentären Blådårar som behandlar lagets säsong 1997.
Efter att spelarkarriären avslutats började han arbeta som fystränare för MFF. Han är 2022 fortfarande kvar i föreningen som styrketräningsinstruktör och massageterapeut.